# Wild Beasts
Wild Beasts (Вайлд Бістс) — інді-роковий гурт із англійського міста Кендалл у Камбрії.

## Учасники
- Гайден Торп (Hayden Thorpe) — вокал, гітара, бас-гітара, клавішні
- Бен Литтл (Ben Little) — гітара, клавішні
- Том Флемінґ (Tom Fleming) — бас-гітара, гітара, клавішні
- Кріс Талбот (Chris Talbot) — ударні, вокал

## Дискографія
Альбоми
- Limbo, Panto (2008)
- Two Dancers (2009)
- Smother (2011)

Міні-альбоми
- Wild Beasts (2004)
- Esprit De Corps (2005)
- All Men (2005)